# Прип'ятський-2
Прип'ятський-2 — гідрологічний заказник місцевого значення. Об'єкт розташований на території Любешівського району Волинської області, на північ від села Цир.
Площа — 220 га, статус отриманий у 1985 році. Входить до складу «Прип'ять-Стохід».
Охороняється болотний масив в заплаві р. Прип'ять, де серед прибережної трав'яної та чагарникової рослинності зростають береза повисла (Betula pendula) та вільха чорна (Alnus glutinosa). 
Заказник входить до складу водно-болотних угідь міжнародного значення, що охороняються Рамсарською конвенцією головним чином як середовища існування водоплавних птахів, а також до Смарагдової мережі Європи.